# Verwaltungsgemeinschaft Apfelstädtaue
De Verwaltungsgemeinschaft Apfelstädaue is een gemeentelijk samenwerkingsverband van vijf gemeenten in het landkreis Gotha in de Duitse deelstaat Thüringen. Het bestuurscentrum bevindt zich in Georgenthal.

## Deelnemende gemeenten
De volgende gemeenten maken deel uit van de Verwaltungsgemeinschaft:
- Emleben
- Georgenthal
- Herrenhof
- Hohenkirchen
- Petriroda

Steden: Friedrichroda · Gotha · Ohrdruf · Tambach-Dietharz · Waltershausen

Overige gemeenten: Bad Tabarz · Bienstädt · Dachwig · Döllstädt · Drei Gleichen · Emleben · Eschenbergen · Friemar · Georgenthal · Gierstädt · Großfahner · Herrenhof · Hohenkirchen · Hörsel · Leinatal · Luisenthal · Molschleben · Nesse-Apfelstädt · Nessetal · Nottleben · Petriroda · Pferdingsleben · Schwabhausen · Sonneborn · Tonna · Tröchtelborn · Tüttleben · Zimmernsupra